# Bartłomiej Kurowski
Bartłomiej Kurowski (4 de marzo de 1974) es un deportista polaco que compitió en esgrima, especialista en la modalidad de espada. Ganó dos medallas en el Campeonato Europeo de Esgrima, en los años 1997 y 1999, ambas en la prueba individual.

## Palmarés internacional
| Campeonato Europeo | Campeonato Europeo | Campeonato Europeo | Campeonato Europeo |
| Año                | Lugar              | Medalla            | Prueba             |
| ------------------ | ------------------ | ------------------ | ------------------ |
| 1997               | Gdansk (Polonia)   | Medalla de bronce  | Espada individual  |
| 1999               | Bolzano (Italia)   | Medalla de bronce  | Espada individual  |